# Хапоэль (баскетбольный клуб, Тель-Авив)
«Хапоэль» Тель-Авив (ивр. מועדון כדורסל הפועל תל אביב‎) — израильский баскетбольный клуб из Тель-Авива. Второй по количеству спортивных трофеев клуб Израиля — пятикратный чемпион и четырёхкратный обладатель Кубка Израиля.

## История
Баскетбольный клуб «Хапоэль» основан в 1935 одноимённым тель-авивским спортивным обществом профсоюза Гистадрут. Лучшими годами в истории клуба считаются 15 лет, последовавших за созданием израильской национальной лиги в 1954. С тех пор клуб не сумел повторить свой прошлый успех, регулярно проигрывая соперникам из «Маккаби» (Тель-Авив) на национальной и европейской аренах.
До 1953 клуб базировался на открытых площадках, в 1980 на их месте для «Хапоэля» был построен крытый зал на 1468 мест «Усишкин», названный в память лидера «Гистадрут» Менахема Усышкина. Дворец спорта оказался крайне неудачным из-за неудовлетворительной вентиляции и неудобств для зрителей. Это, в сочетании с агрессией болельщиков «Хапоэля», делало его домашние матчи исключительно неудобными для команд гостей.
В 1995 профсоюз прекратил финансирование клуба и продал его в частные руки. В течение трёх лет, когда «Хапоэль» поддерживал Владимир Гусинский, клуб процветал, но затем, перейдя в руки предпринимателя и спортивного функционера Шаула Айзенберга, испытывал постоянные финансовые проблемы. «Хапоэль» постепенно теряя стабильность и класс, а в 1997, 1999 и 2006 проваливался во вторую лигу.
В 2006 «Хапоэль» перенёс домашние матчи на одиннадцатитысячный стадион «Nokia», однако именно здесь последним унижением стала серия из девяти проигрышей «Маккаби». После ухода Айзенберга в 2006 клуб и вовсе скатился в третью лигу в сезоне 2007. В том же году был снесён зал «Бейт Усишкин». Созданная в 2007 году болельщиками клуба в знак протеста против спонсорских игр и разрушения «домашнего» зала команда «Хапоэль Усишкин» начала свой путь с Лиги Б (пятая баскетбольная лига в Израиле) и за три года проделала путь до Национальной лиги, второго дивизиона чемпионата Израиля, каждый сезон досрочно выигрывая на очередном уровне.
В 2012 «Хапоэль» выиграла плей-офф в Национальной лиги и Впервые за шесть лет, вышла в чемпионат Израиля по баскетболу, высшее соревнование по баскетболу в Израиле.

## Трофеи
- Победитель Кубка Европы: 2024/25
- Чемпион Израиля (5): 1960, 1961, 1965, 1966, 1969
- Обладатель Кубка Израиля (4): 1962, 1969, 1984, 1993
- Чемпион Лиги Леумит (3): 1998, 2002, 2012

## Известные игроки
- Шимон Амсалем (1985—1994, 1997—1999, 2000—2002)
- Хаим Злотикман (1986—1988, 1992—1993)
- Майк Ларги (1983—1987)
- Барри Лейбович (1968—1973, 1974—1982)
- Ненад Маркович (1993—1994, 1995—1996)
- Лавон Мерсер (1980—1988)
- Виргиниюс Прашкявичус (2003—2004)
- Линтон Таунс (1987—1989)
- Дэвид Тердкил (1991—1994)
- Марк Торнштайн (1968—1977)
- Джон Уиллис (1977—1982, 1983—1985)
- Амос Фришман (1982—1990, 1991—1993)
- Хаим Хазан (1955—1964)
- Томер Штайнауэр (1991—1994)